# Pedro Aguayo
Pedro Roberto Aguayo Cubillo (Guayaquil, 15 de julio de 1939-Guayaquil, 5 de julio de 2025) fue un ingeniero comercial y político ecuatoriano que ocupó la vicepresidencia de Ecuador durante el gobierno de Fabián Alarcón (1998).

## Biografía
Nació en julio de 1939 en Guayaquil. Realizó sus estudios secundarios en el Colegio Salesiano Cristóbal Colón y los superiores en la  Universidad de Chile, donde obtuvo el título de ingeniero comercial. Posteriormente realizó un postgrado en el Instituto Latinoamericano de Planificación Económica y Social.

### Trayectoria
A los 29 años se convirtió en el rector más joven de la historia de la Universidad Católica de Santiago de Guayaquil, ocupando el cargo entre 1968 y 1972. Otros cargos que ha desempeñado incluyen: presidente de la Junta Nacional de Planificación y Coordinación Económica del Ecuador (1972-1975), representante de Ecuador en el Banco Interamericano de Desarrollo (1975-1980) y presidente ejecutivo de la Fundación Ecuador.

## Trayectoria pública
También ha sido presidente del Instituto Nacional de Estadísticas y Censos, Ministro de Finanzas Interino, presidente del Directorio de la Comisión de Estudios para el Desarrollo de la Cuenca del Río Guayas y miembro de las Juntas Monetaria y Bancaria.

### Vicepresidente del Ecuador
Fue elegido vicepresidente de Ecuador por el Congreso Nacional entre una terna de candidatos presentada por el presidente Fabián Alarcón. La votación tuvo lugar el 1 de abril de 1998 y fue aprobada con 57 votos a favor (de 68 diputados presentes).